# Enrico Porro
Enrico Porro (n. 16 ianuarie 1885, Lodi Vecchio, Lombardia, Regatul Italiei – d. 14 martie 1967, Milano, Italia) a fost un luptător ce a reprezentat Italia, medaliat olimpic. A participat la 2 ediții ale Jocurilor Olimpice (1908, 1924) în care a câștigat o medalie de aur.